# Marielle Saner
Marielle Saner Guinchard, née le 22 mars 1977 à Granges (canton de Soleure), est une coureuse cycliste suisse spécialiste de VTT de descente entre 1996 et 2007, puis elle passe au cross-country en 2008.

## Biographie
Elle fait sa scolarité à Granges (canton de Soleure) avant de s'installer dans le Valais. Elle commence à faire des courses de ski avant de bifurquer vers le VTT dans l'équipe de Bikepark.ch.

## Palmarès

### Championnat du monde de VTT
- 1994 Vail
  -  Médaillée d'argent de la descente juniors
- 1995 Kirchzarten
  -  Médaillée de bronze de la descente juniors
- 1997 Château-d'Œx
  -  Médaillée d'argent de la descente[2]
- 2008 Villabassa
  - Huitième de VTT marathon

### Coupe du monde
- Coupe du monde de la descente 
  - 1999 : 9e du classement général
  - 2000 : 9e du classement général
  - 2001 : 8e du classement général
  - 2002 : 4e du classement général
  - 2003 : 5e du classement général
  - 2004 : 3e du classement général
  - 2005 : 5e du classement général
  - 2006 : 7e du classement général
  - 2007 : 5e du classement général

### Autres
- 1996
  - 3e du championnat de Suisse de la descente
- 1997
  -  Championne de Suisse de la descente
- 1998
  -  Championne de Suisse de la descente
- 1999
  -  Championne de Suisse de la descente
  - 3e de Nevegal (cdm, descente)
- 2000
  - 3e du championnat de Suisse de la descente
- 2001
  -  Championne de Suisse de la descente
- 2002
  -  Championne de Suisse de la descente
  - 3e de Telluride (cdm, descente)
- 2003
  -  Médaillée d'argent de la descente des championnats d'Europe
  - 2e du championnat de Suisse de la descente
- 2004
  - Schladming (cdm, descente)
  -  Médaillée d'argent de la descente des championnats d'Europe
  - 2e du championnat de Suisse de la descente
  - 3e de Livigno (cdm, descente)
- 2005
  -  Championne de Suisse de la descente
  -  Médaillée de bronze de la descente
- 2007
  -  Championne de Suisse de la descente
  - Champéry (cdm, descente)
  -  Médaillée d'argent de la descente des championnats d'Europe
- 2009
  - Grand Raid BCVs
  - Roc d'Azur
  - 3e de Raider Cap Esterel
- 2012
  - Alanya